# 内藤正成 (右京進)
内藤 正成（ないとう まさなり、永禄7年（1564年） - 慶長10年12月12日（1606年1月20日））は、戦国時代の武将。通称四郎左衛門、新五郎 。諱は安成とも。

## 略歴
内藤正成の子。妻は織田永継の娘、戸田一西の娘。子に忠俊、正成、娘（内藤正重妻）、娘（鈴木伊直妻）、娘（揖斐政景妻）らがいる。
徳川家康に仕えた。天正12年（1584年）小牧・長久手の戦いに従軍し、慶長5年（1600年）関ヶ原の戦いにも共奉した。
慶長7年家督を継ぎ、近江国坂田郡において2000石を加増された。
慶長10年（1605年）12月12日死去。法名浄安 。墓所は神田無量院。